# 徳益インターチェンジ

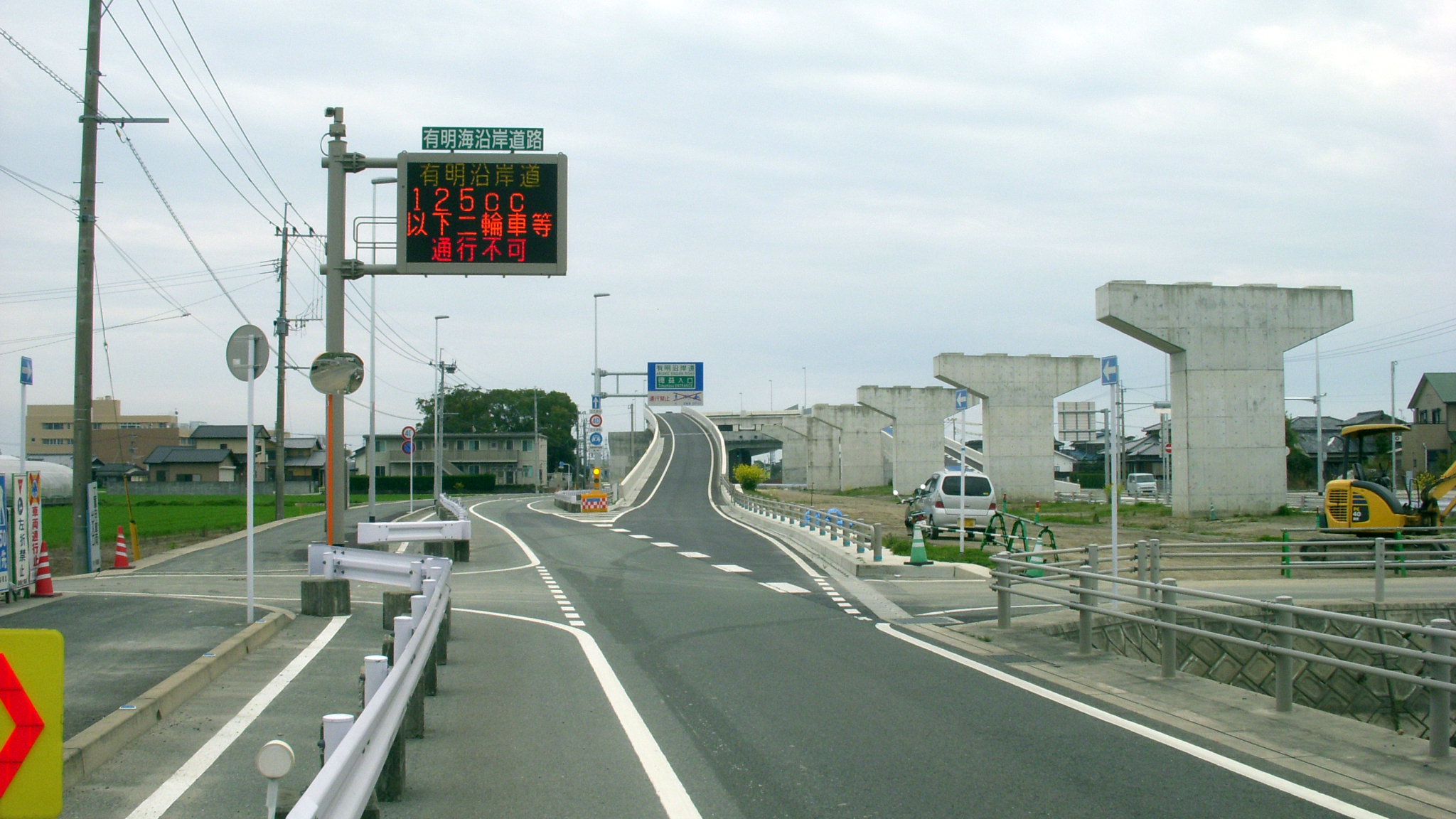
佐賀方面延伸前の様子

徳益インターチェンジ（とくますインターチェンジ）は、福岡県柳川市にある有明海沿岸道路（高田大和バイパス・大川バイパス）のインターチェンジである。
大牟田方面出入口のみのハーフインターチェンジである。

## 歴史
- 2012年（平成24年）9月9日 : 大和南IC - 徳益IC間開通に伴い供用開始。
- 2017年（平成29年）9月16日 : 徳益IC - 柳川西IC間開通[1]。

## 道路
- 有明海沿岸道路（高田大和バイパス・大川バイパス）

## 接続する道路
- 福岡県道771号谷垣徳益線
- 国道443号（三橋瀬高バイパス）（間接接続）

## 隣
有明海沿岸道路（高田大和バイパス）
大和北IC - 徳益IC
有明海沿岸道路（大川バイパス）
徳益IC - 三橋IC